# Сотовый телефон
Со́товый телефо́н, или моби́льный телефо́н, — телефон, предназначенный для работы в сетях сотовой связи; использует приёмопередатчик радиодиапазона и традиционную телефонную коммутацию для осуществления телефонной связи на территории зоны покрытия сотовой сети.
В настоящее время сотовая связь — самая распространённая из всех видов мобильной связи. По этой причине мобильным телефоном называют именно сотовый, хотя «мобильными» (то есть, переносными) являются также спутниковые телефоны, радиотелефоны, DECT-телефоны, некоторые модели IP-телефонов и аппараты магистральной связи.
Сотовый телефон — сложное высокотехнологичное электронное устройство, включающее в себя: приёмопередатчик на поддиапазоны 1—2 ГГц (GSM) и 2—1 ГГц (UMTS) СВЧ-диапазона, специализированный контроллер управления, дисплей, интерфейсные устройства, аккумулятор. Большинство аппаратов имеет свой уникальный номер, т. н. IMEI — международный идентификатор мобильного устройства. IMEI присваивается при производстве сотового телефона и состоит из 15 цифр; он записывается в немодифицируемую часть прошивки телефона. Сам этот номер отпечатан на этикетке телефона под аккумулятором, также на коробке (упаковке) от телефона (под штрихкодом). В большинстве телефонов его также можно узнать, набрав на клавиатуре код *#06#.
Большинство стандартов мобильной связи использует для идентификации абонента SIM-карту. Она представляет собой смарт-карту с программным управлением, и также имеет свой уникальный идентификационный номер IMSI (англ. International Mobile Subscriber Identity — международный идентификационный номер подвижного абонента) и индивидуальный цифровой пароль.

## История
Первый прототип портативного сотового телефона (Motorola DynaTAC) был выпущен в 1973 году. Считается, что первый звонок по этому телефону был сделан 3 апреля 1973 года, когда его изобретатель, сотрудник Motorola Мартин Купер, позвонил конкуренту из AT&T, Джоэлю Энгелю. DynaTAC весил около 1,15 кг и имел размер 22,5×12,5×3,75 см. На его передней панели было расположено 12 клавиш — 10 цифровых и две для отправки вызова и прекращения разговора. У DynaTAC отсутствовал дисплей и не было никаких дополнительных функций. В режиме ожидания он мог работать до восьми часов, в режиме разговора — около часа (по другим данным, 35 минут); заряжать его приходилось чуть более 10 часов. До 1983 года было создано 5 прототипов DynaTAC.
В 1981 году в качестве единого стандарта для Швеции, Финляндии, Норвегии, Дании, Исландии и Саудовской Аравии был принят NMT-450 (Nordic Mobile Telephone) с рабочей частотой 450 МГц.
В 1983 году в США исследовательский центр Bell Laboratories ввёл в эксплуатацию систему связи на базе стандарта AMPS (Advanced Mobile Phone Service).
В 1984 году в продаже появилась итоговая модель DynaTAC 8000X. Потребителей настолько поразила возможность всегда оставаться на связи при помощи портативного телефона, что в очередь на приобретение DynaTAC 8000X записывались тысячи человек, несмотря на внушительную первоначальную цену новинки — 3995 долларов.
В 1985 году в Великобритании в качестве национального стандарта принята система ETACS (Enhanced Total Access Communications System), основанная на технологии AMPS.
В 1989 году был выпущен сотовый телефон Motorola MicroTAC с флипом (микрофон его размещался в этой откидывающейся крышке).
В 1990 году в США утверждён новый национальный стандарт цифровой связи IS-54 (D-AMPS).
Тогда же в США Qualcomm начала исследования нового вида связи, основанного на технологии кодового разделения сигналов по частоте, CDMA (Code Division Multiple Access). 
9 сентября 1991 в СССР появился первый оператор сотовой связи стандарта NMT-450 — ЗАО «Дельта Телеком». Цена телефона Mobira - MD 59 NB2 (массой около 3 кг) с подключением составляла около 4000 долл., минута разговора стоила около 1 долл. За первые четыре года работы «Дельта Телеком» подключила 10 000 абонентов.
1992 год — начало эпохи GSM, в Германии запущена в коммерческую эксплуатацию система связи на основе этой технологии.
- 1993 — произведён первый сотовый телефон со встроенными часами Benefon Beta.
- 1993 — В России появился первый GSM-оператор. Компания МТС образована как закрытое акционерное общество в октябре 1993 года такими компаниями, как ОАО «Московская городская телефонная сеть» (МГТС), Deutsche Telecom (DeTeMobil), Siemens и ещё несколькими акционерами.
- 1994 год — МТС начала коммерческую деятельность в Московской лицензионной зоне.
- 1995 год — в Китае заработала первая в мире система связи стандарта CDMA (IS-95).
- 1996 год — выпущен первый сотовый телефон в форм-факторе «раскладушка» — Motorola StarTAC. Этот телефон пользовался большим успехом в США и Европе.
- 1996 — начато производство Siemens S10, первого телефона с цветным дисплеем (3 цвета, 8 оттенков) и диктофоном.
- 1996 — первый коммуникатор (Nokia Communicator), включающий в себя широкий спектр функций, среди которых факс и электронная почта.
- 1997 год — выпущен сотовый телефон Philips Spark, способный работать до 350 часов без подзарядки.
- 1997 — выпущены первые мобильные телефоны в форм-факторе «слайдер»: Sony CMD-X1000 и получивший широкую известность благодаря использованию в фильме «Матрица» Nokia 8110 (многие источники ошибочно приписывают первенство в этом плане аппарату Siemens SL10, хотя выпуск последнего был начат только в 1999 году).
- 1998 год — первый мобильный телефон с сенсорным дисплеем — Sharp PMC-1 Smart-phone.
- 1998 — Siemens S10 Active — первый мобильный телефон в защищённом корпусе.
- 1999 год — выпущен телефон с поддержкой технологии WAP — Nokia 7110.
- 1999 — выпущен сотовый телефон с возможностью использования двух SIM-карт Benefon Twin+.
- 2000 год — первый сотовый телефон с поддержкой технологии Internet Times (Swatch) — Ericsson T20.
- 2000 — первый сотовый телефон, имеющий GPS-приёмник — Benefon ESC.
- 2000 — первый сотовый телефон, с полифонией (Sony J5).
- 2000 — японская компания Sharp совместно с оператором сотовой связи J-Phone выпустила первые сотовые телефоны со встроенной фотокамерой (первый телефон серии — Sharp J-SH04)[1].
- 2000 — первый сотовый телефон с MP3-плеером и поддержкой карт памяти MMC (Siemens SL45).
- 2001 год — японская NTT DoCoMo запускает сеть связи 3G.
- 2001 год — появился первый телефон с поддержкой Java — Siemens SL45i.
- В 2002 году был выпущен первый сотовый телефон в форм-факторе ротатор — Motorola V70.
- 2002 год — компания Ericsson выпустила первый мобильный телефон с поддержкой технологии Bluetooth.
- 2002 год — компания ЗАО «Дельта Телеком» запустила первую в России сеть современного стандарта CDMA-450.
- 2002 год — выпущен первый сотовый телефон с поддержкой EDGE — Nokia 6200/6220.
- В 2003 году в России насчитывалось свыше 30 млн сотовых абонентов.
- Первый сотовый телефон с внутренним OLED-дисплеем был выпущен фирмой Sanyo.
- Первый сотовый телефон с внешним OLED-дисплеем Fujitsu F504i.

- 2007 год — анонсирован Apple iPhone.
- В 2009 году анонсирован первый смартфон с беспроводной зарядкой — Palm Pre.

## Работа телефона в сотовой сети
Сотовая сеть состоит из базовых станций (многочастотных УКВ-приёмопередатчиков), распределенных по всей зоне покрытия сотовой сети и коммутаторов. Сотовый телефон прослушивает эфир, находит сигнал от базовой станции и посылает ей уникальные идентификаторы — SIM-карты (IMSI) и телефона (IMEI).
Компьютер сети проверяет подлинность абонента, передав на мобильный телефон случайное число, которое SIM-карта обрабатывает по специальному алгоритму и посылает результат на ближайшую базовую станцию. Базовая станция передаёт информацию в центр коммутации, где сверяются зашифрованные отклики с мобильного телефона и вычисленный сетью. При совпадении абонент попадает в белый список и ему разрешается доступ в сеть. Если совпадения не происходит, SIM-карта блокируется. Надёжность идентификации считается достаточно высокой.
Сотовый телефон и базовая станция поддерживают постоянный радиоконтакт. При перемещениях сотовый телефон время от времени переключается с одной базовой станции на другую (хэндовер), выбирая «лучшую» станцию на основании одного или нескольких параметров — мощности принимаемого сигнала, отношения сигнал/шум, частоты появления ошибочных битов, наличия свободных каналов и других. Этот процесс происходит, даже если телефон находится в режиме ожидания, и разговор не ведется.
Компьютер сети всегда знает, с какой базовой станцией данный мобильный телефон поддерживает устойчивую радиосвязь. Запоминая текущее время и номер базовой станции, компьютер хранит время переговоров и место нахождения абонента.
Украденный сотовый телефон могут находить по его идентификатору IMEI, независимо от того, какая SIM-карта в нём установлена. Во многих аппаратах можно сменить IMEI, используя различные незаконные способы.
Связь телефона со станцией может проводиться по множеству цифровых протоколов, которые можно разделить на семейства. Главные из них: (DAMPS, CDMA, GSM, UMTS. Устаревшие аналоговые протоколы — (AMPS, NAMPS, NMT-450).
Большинство современных сотовых телефонов могут работать в нескольких стандартах, что позволяет пользоваться услугами роуминга в разных сотовых сетях. Большинство GSM-телефонов, используемых в России, поддерживают протоколы GSM-900 и GSM-1800, многие работают также в сетях GSM-850 и GSM-1900. Почти все UMTS-телефоны могут работать в сетях GSM.
В СМИ сообщалось о проекте сотового телефона, которым можно пользоваться, примерно как рацией, — если абоненты находятся недалеко друг от друга, такой телефон обеспечит связь между ними, не используя коммутационную технику сотового оператора, — за такой разговор не придётся платить сотовому оператору. Данная технология была реализована в телефонах Nokia 3109c и Nokia 3110c.
В современном стандарте LTE (сеть сотовой связи 4G, 4-го поколения) возможность связи аппаратов напрямую реализована уже на уровне стандарта. Это позволяет как общаться людям, так и связываться автоматически нескольким устройствам. Например, можно сделать сеть «умных» светофоров и дорожных знаков, которые будут напрямую связаны с оконечными устройствами LTE. Это открывает новые возможности для информирования людей о дорожной ситуации, о завершении определённой фазы работы светофора и многие другие.

## Типы сотовых телефонов
Помимо обычных сотовых телефонов, существуют такие разновидности, как:
- Камерофон — мобильные телефоны с функцией фотоаппарата и/или видеокамеры. В настоящее время данное название практически вышло из обихода в первоначальном понимании, поскольку большинство современных аппаратов оснащено встроенными фото/видеокамерами. Тем не менее, так часто называют мультимедийные телефоны с расширенными фотовозможностями (в частности, телефоны с высоким качеством камеры).
- Мультимедийный телефон (плеерфон, мьюзикфон, музыкальный телефон) — специализированные мобильные телефоны с расширенными возможностями воспроизведения аудио- и видеофайлов и т. п.. Этот термин, как и «камерофон», выходит из употребления, поскольку большая часть современных средних по цене аппаратов может проигрывать цифровые фонограммы и оснащается разъёмом для карты памяти. Тем не менее, в ряде мультимедийных телефонов упор делается именно на аудиовозможностях (например, Sony Ericsson серии W (Walkman) со встроенным плеером, Motorola серии ROKR; W, Nokia серии X, являющиеся в основном бюджетными телефонами, за некоторыми исключениями).
- Смартфон — мобильный телефон с полноценной операционной системой (Symbian OS, Windows Mobile, Palm OS, GNU/Linux, Android, Apple iOS, MeeGo и др.). Такие телефоны позволяют устанавливать любые новые программы, поддерживаемые данной операционной системой и расширяющие их функциональность: IM-клиенты, офисные пакеты, органайзеры, аудио- и видеопроигрыватели, программы управления звонками, браузеры и т. д. Для смартфонов существуют и вирусы (в то время как возможность внедрения в обычные телефоны деструктивного кода весьма затруднительна, в силу закрытости ОС).  С появлением таких телефонов в русском языке за телефонами, не обладающими такими функциями (в частности, «кнопочными», так как большинство современных смартфонов имеет сенсорный экран вместо клавиатуры и дисплея), закрепился жаргонный термин «звонилка».
- Коммуникатор — карманный персональный компьютер (КПК) с функциями мобильного телефона. Иная ветвь мобильных устройств по отношению к смартфонам, но имеющая тенденцию к сближению между ними (в настоящее время функциональность и тех и других в целом сходится). Как и смартфоны, работают под управлением операционных систем, открытых для разработки сторонних приложений.  Возможности смартфонов и коммуникаторов, как и любых «старших» компьютеров, зависят от установленных программ и «железа».
- Бизнес-телефон — телефон со специализированными функциями для корпоративных пользователей. Такие телефоны позволяют просматривать текстовые документы и электронные таблицы, работать с электронной почтой, синхронизировать данные органайзера с корпоративным сервером и т. п. Значительная часть бизнес-телефонов является смартфонами или коммуникаторами, часто встречаются устройства с QWERTY-клавиатурой. Иногда такие телефоны, обладая значительной функциональностью, лишены фотокамеры (для организаций с повышенными требованиями безопасности).
- Имиджевый телефон — телефоны, главная особенность которых — стильный внешний вид и броская функциональность (в частности — автоматизированное раскрытие). В имиджевых телефонах часто применяются необычные форм-факторы и стильные (и дорогостоящие) материалы — при изготовлении таких телефонов для отделки корпуса нередко используются благородные металлы и драгоценные камни. Функциональность таких устройств обычно невысока, хотя, в виде исключения, среди них встречаются смартфоны и коммуникаторы. Примером имиджевых телефонов являются модели от Vertu, хотя таковые обычно имеются и в линейках моделей у многих производителей.
- Одноразовый телефон — телефон, обладающий базовой функциональностью (зачастую без дисплея и даже SIM-карты, некоторые в формате кредитной карты), предназначенный для звонков до исчерпания баланса или до окончания заряда батарей[3][4], далее выбрасываемый или утилизируемый.
- Телефон для пожилых людей («бабушкофон», «дедушкофон») — телефон, обладающий базовой функциональностью, кнопкой SOS, большими кнопками и крупным шрифтом на дисплее (зачастую монохромном). Также эти телефоны могут снабжаться светодиодом, выполняющим функцию фонарика.
- «Тапик» («тапок») — кнопочный телефон, обычно ценою до 1500—2000₽, не обладающий мультимедийными функциями (по типу фото- и видеокамеры, диктофона, MP3-плеера), невозможностью вставить microSD-карту, а также не имеющий выхода в интернет. Используется, в основном, военнослужащими Вооружённых сил России и Беларуси срочной и контрактной службы, офицерами, а также сотрудниками других госструктур и предприятий, где действует государственная тайна.

## Функции сотовых телефонов
Помимо основной своей функции, а именно телефонной связи, современные сотовые телефоны имеют множество дополнительных:

### Базовые
- телефонный справочник
- голосовое управление
- вибровызов («виброзвонок») — полезен в зашумлённых местах, или же там, где нельзя нарушать тишину
- сменные мелодии звонков (чаще всего форматов MIDI, MMF, WAV, MP3 и AAC)
- подключение гарнитуры (Hands Free) (наушники + микрофон)
- громкоговорящая связь («громкая связь»)
- часы
- будильник
- секундомер
- таймер
- календарь
- калькулятор
- хранение данных (встроенная флэш-память, поддержка сменных карт флэш-памяти (MMC,RS MMC, SD, Memory Stick, MicroSD, Memory Stick Micro, Mini SD и др.), также жёсткий диск)
- игры и приложения (на Java (J2ME), Brew, Android, iOS, Windows Mobile)

### Деловые
- инженерный калькулятор
- конвертер валют
- диктофон
- органайзер
- конференц-связь — в этом режиме могут разговаривать несколько человек (для работы функции необходима поддержка функции оператора)
- органайзер паролей — возможность записать несколько паролей и скрыть их под единым паролем

### Мультимедийные
- радиоприёмник
- цифровой проигрыватель
- видеопроигрыватель
- ТВ-тюнер
- караоке (LG F1200)
- цифровой фотоаппарат, цифровая видеокамера (см. камерофон)
- простые графические и видеоредакторы
- TrackID — сервис, встроенный в телефоны Sony Ericsson (серия Walkman (начиная с W810), K-серия), позволяющий узнать название и исполнителя музыкального произведения
- Функция получения некоторой информации от радиостанции (RDS)

### Обмен сообщениями
- SMS — служба коротких сообщений (англ. Short Message Service)
- EMS — служба расширенных сообщений EMS (Enhanced Message Service — расширение SMS, позволяющее форматировать текст, добавлять смайлик, черно-белые (а иногда и цветные) изображения, звуки и простые мелодии)
- MMS — служба мультимедийных сообщений (англ. Multimedia Messaging Service): позволяет добавлять в сообщения звук, изображение (например, фотографию) или небольшой видеоролик.
- встроенный или дополнительно устанавливаемый IM-клиент
- CB (Cell Broadcast) — приём информационных сообщений от оператора

### Обмен данными
- через факс
- через модем (в том числе доступ в Интернет, по протоколам CSD, GPRS, EDGE, HSDPA, EV-DO, Wi-Fi, WiMAX и др.)
- через встроенный WAP-браузер
- через встроенный или дополнительно устанавливаемый веб-браузер
- через средства для работы с электронной почтой
- через дата-кабель
- через ИК порт
- через Bluetooth
- через WiFi
- через NFC

### Прочие функции
Иногда производители сотовых телефонов включают в них и более экзотические функции:
- GPS
- Push-to-talk (PTT) — в этом режиме телефон имитирует портативную рацию
- фонарик
- фотокамера (присутствует во всех новых телефонах)
- принтер (Polaroid HS-RSS)
- сканер изображений
- компас
- сканер отпечатков пальцев
- преобразование речи в текст и наоборот (некоторые аппараты Samsung и Nokia)
- видеокамера (присутствует во всех новых телефонах)
- Location-based services
- Солнечная панель (Samsung S7550 Blue Earth) (позволяет заряжать телефон от солнца, 1 час = 10 мин разговора)
- Шагомер (Samsung S7550 Blue Earth) (количество сохранённых деревьев, потраченной энергии, уменьшение выброса CO2)
- ТВ-тюнер (аналоговый или цифровой; многие китайские модели)
- Проектор, встроенный в телефон (многие китайские модели, а также фирменные)
- Телефон-часы (многие китайские модели)
- iFan — зарядка iPhone силой ветра (крепится на руль велосипеда)
- Теплогенератор, встроенный в телефон Nokia E-Cu (концепт)
- Тепловизор

## Конструктив сотовых телефонов
Телефоны могут:
- иметь внешнюю или встроенную (внутреннюю) антенну
- различаться по количеству дисплеев: с одним, двумя, редко — с тремя.
- обладать как обычным, так и сенсорным дисплеем.
- обладать как обычной телефонной 3×4, так и расширенной (напр. BlackBerry) клавиатурой, также полноценной (или урезанной) QWERTY-клавиатурой, также клавиатурой со шрифтом Брайля, могут и вообще не иметь клавиатуры (см. форм-фактор Lipstick).
- иметь как один, так и два (стерео) встроенных динамика
- работать как в одном типе сети (напр. GSM), так и в нескольких
- работать в одном диапазоне (напр. GSM 800 МГц), так и в нескольких
- иметь слот для карты памяти

Также существуют такие исполнения сотовых телефонов, как:
- Стационарный — аналогичен обычному проводному телефону. Используется вместо обычного телефона там, где проведение выделенной телефонной линии невозможно или нецелесообразно (телефонизации удалённых объектов: склады, цеха, бытовки, дачи или коттеджи). Имеет встроенный аккумулятор и обычно внешнюю антенну (штыревую всенаправленную), что позволяет использовать аппарат в зонах слабого приёма сигнала сотовой сети. Конечно, такие телефоны хотя и являются сотовыми, но не являются мобильными.
- Автомобильный — аналогичен стационарному, но предназначен для установки в автомобиль и обычно оптимизирован для удобной работы в автомобиле. Питание имеет от автомобильного аккумулятора (Nokia 810).

### Форм-факторысотовых телефонов
- Моноблок (т. н. классический) — корпус не содержит движущихся частей.
  - с сенсорным дисплеем — смартфон, где отсутствуют какие-либо клавиши (за исключением двух-трёх), а для каких-либо действий используется прикосновение пальцев или стилуса к экрану (Nokia N8, Samsung Galaxy S5, IPhone 5s и др.)
- С флипом — с откидной крышкой, закрывающей клавиатуру. Обычно на этой крышке располагают микрофон, что позволяет телефону иметь удобное расстояние между микрофоном и динамиком даже при небольшом размере телефона. Одно время были очень популярны, на данный же момент такая конструкция почти не используется, главным образом из-за распространения «раскладушек» и падения цен на них.
- «Раскладушка» («книжка», «лягушка», «жаба», «ракушка») — складной корпус, состоящий из двух частей и напоминающий блокнот или пудреницу. Обычно на верхней крышке находятся дисплей и динамик, а в нижней части — клавиатура и микрофон. Помимо внутреннего (основного) дисплея, такой телефон часто имеет и небольшой внешний дисплей, доступный в сложенном состоянии. Обычно раскладушки раскрываются на угол меньше 180 градусов, но существуют и модели этого форм-фактора, раскладываемые на 180 градусов.
- Псевдораскладушка — похожа на «раскладушку», но экран находится в нижней её части, а на откидной крышке только динамик. В отличие от флипа, верхняя крышка «псевдораскладушки» закрывает и дисплей. Часто в верхней крышке оставляют отверстие или делают часть крышки (а иногда и всю) прозрачной, чтобы можно было видеть дисплей в закрытом состоянии.
- Двойная раскладушка — корпус, который может быть как горизонтальной, так и вертикальной «раскладушкой». Применяется в коммуникаторах: вертикальное открытие даёт доступ к телефонным функциям, а горизонтальное — к большому экрану и полноценной QWERTY-клавиатуре.
- Слайдер — состоит из двух частей, одна из которых сдвигается (обычно вверх) относительно другой.
- Боковой слайдер — похож по принципу на обычный слайдер, но корпус выезжает не вверх, а вбок, иногда откидываясь при этом под небольшим углом. Применяется, как правило, в коммуникаторах и смартфонах, обычно оснащённых сенсорным экраном.
- Ротатор — телефон, где вторая половина не откидывается (в отличие от раскладушки), а поворачивается относительно первой.
- Ротационная раскладушка — телефон, вторая половина которого может как поворачиваться (rotary), так и откидываться.
- Браслет (наручный телефон, часофон), или «умные часы» (смарт-часы) — телефон, носимый на запястье.
- Тубус (англ. Lipstick) — корпус, по форме напоминающий тюбик губной помады, пенал или авторучку. Обладает нетрадиционными органами управления (часто только джойстик). Применяется в имиджевых моделях.
- MMS-камера — устройство, пересылающее фотографию охраняемого объекта в виде MMS-сообщения, позволяет прослушивать охраняемое помещение.

## Мировой рынок сотовых телефонов

### Основные производители
- Motorola — Список моделей сотовых телефонов Motorola :: Категория:Мобильные телефоны Motorola
- Nokia — Список моделей сотовых телефонов Nokia :: Категория:Мобильные телефоны Nokia
- LG — Категория:Мобильные телефоны LG :: Шаблон:Сотовые телефоны LG
- Sony Ericsson — Список моделей сотовых телефонов Sony Ericsson :: Категория:Мобильные телефоны Sony Ericsson
- Samsung — Список моделей сотовых телефонов Samsung :: Категория:Мобильные телефоны Samsung
- Siemens — Сотовые телефоны Siemens :: Категория:Мобильные телефоны Siemens (подразделение продано фирме BenQ)

### В России
- Атлас — М-663С «Атлас»
- Beeline (ВымпелКом)

### Структура рынка
| Место | Производитель              | Страна                  | Поставлено единиц 2011 | Рыночная доля 2011 | Поставлено единиц 2010 | Рыночная доля 2010 | Поставлено единиц 2009 | Рыночная доля 2009 |
| ----- | -------------------------- | ----------------------- | ---------------------- | ------------------ | ---------------------- | ------------------ | ---------------------- | ------------------ |
| 1.    | Nokia                      | Финляндия               | 422.478.300            | 23,8 %             | 461.318.200            | 28,9 %             | 440.881.600            | 36,4 %             |
| 2.    | Samsung                    | Республика Корея        | 313.904.200            | 17,7 %             | 281.065.800            | 17,6 %             | 235.772.000            | 19,5 %             |
| 3.    | Apple                      | США                     | 89.263.200             | 5,0 %              | 46.598.300             | 2,9 %              | 24.889.700             | 2,1 %              |
| 3.    | LG Electronics             | Республика Корея        | 86.370.900             | 4,9 %              | 114.154.600            | 7,1 %              | 121.972.100            | 10,1 %             |
| 4.    | ZTE                        | Китай                   | 56.881.800             | 3,2 %              | 28.768.700             | 1,8 %              | 16.026.100             | 1,3 %              |
| 5.    | Research In Motion         | Канада                  | 51.541.900             | 2,9 %              | 47.451.600             | 3,0 %              | 34.346.600             | 2,8 %              |
| 6.    | HTC Corporation            | Китайская Республика    | 43.266.900             | 2,4 %              | 24.688.400             | 1,5 %              | 10.811.900             | 0,9 %              |
| 7.    | Huawei                     | Китай                   | 40.663.400             | 2,3 %              | 23.814.700             | 1,5 %              | 13.490.600             | 1,1 %              |
| 8.    | Motorola                   | США                     | 40.269.000             | 2,3 %              | 38.553.700             | 2,4 %              | 58.475.200             | 4,8 %              |
| 9.    | Sony Mobile Communications | Япония · Великобритания | 32.597.500             | 1,8 %              | 41.819.200             | 2,6 %              | 54.956.600             | 4,5 %              |
|       | Другие производители       |                         | 597.326.900            | 33,7 %             | 488.569.300            | 30,6 %             | 199,617.200            | 16,5 %             |
|       | Итого                      |                         | 1.774.564.100          | 100 %              | 1.596.802.400          | 100 %              | 1.211.239.600          | 100 %              |

| Место | Производитель                   | Страна               | Поставлено единиц 2012 | Рыночная доля 2012 |
| ----- | ------------------------------- | -------------------- | ---------------------- | ------------------ |
| 1.    | Samsung                         | Республика Корея     | 384.631.200            | 22,0 %             |
| 2.    | Nokia                           | Финляндия            | 333.938.000            | 19,1 %             |
| 3.    | Apple                           | США                  | 130.133.200            | 7,5 %              |
| 4.    | ZTE                             | Китай                | 67.344.400             | 3,9 %              |
| 5.    | LG Electronics                  | Республика Корея     | 58.015.900             | 3,3 %              |
| 6.    | Huawei Technologies             | Китай                | 47.288.300             | 2,7 %              |
| 7.    | TCL Communication (Alcatel)     | Китай                | 37.175.600             | 2,1 %              |
| 8.    | Research In Motion (BlackBerry) | Канада               | 34.210.300             | 2,0 %              |
| 9.    | Motorola                        | США                  | 33.916.300             | 1,9 %              |
| 10.   | HTC Corporation                 | Китайская Республика | 32.121.800             | 1,8 %              |
|       | Другие производители            |                      | 587.399.600            | 33,6 %             |
|       | Итого                           |                      | 1.746.175.600          | 100 %              |

| Доля рынка по производителям в процентах | Доля рынка по производителям в процентах | Доля рынка по производителям в процентах | Доля рынка по производителям в процентах | Доля рынка по производителям в процентах | Доля рынка по производителям в процентах | Доля рынка по производителям в процентах | Доля рынка по производителям в процентах | Продано аппаратов        |
| Квартал года | Nokia                                    | Samsung                                  | LG                                       | Apple                                    | RIM                                      | Sony Mobile Communications               | Прочие                                   | Продано аппаратов        |
| 2011 год | 2011 год                                 | 2011 год                                 | 2011 год                                 | 2011 год                                 | 2011 год                                 | 2011 год                                 | 2011 год                                 |                          |
| --- | ---------------------------------------- | ---------------------------------------- | ---------------------------------------- | ---------------------------------------- | ---------------------------------------- | ---------------------------------------- | ---------------------------------------- | ------------------------ |
| II квартал | ▼ 24,2                                   | ▲ 19,2                                   | ▼ 6,8                                    | ▲ 5,6                                    | ▼ см. прочие                             | ▼ см. прочие                             | 39,7                                     | 365,4 миллиона           |
| 2010 год |                                          |                                          |                                          |                                          |                                          |                                          |                                          |                          |
| 2010 год | ▼ 28,9                                   | ▼ 17,6                                   | ▼ 7,1                                    | ▲ 2,9                                    | ▼ 3,0                                    | ▼ 2,6                                    | 30,6                                     | 1,596 миллиона           |
| IV квартал | ▲ 30,8                                   | ▲ 20,1                                   | ▲ 7,6                                    | ▲ 4,0                                    | ▼ 2,9                                    | ▼ 2,5                                    | 33,2                                     | 401,4 миллиона           |
| III квартал | ▼ 28,2                                   | ▼ 17,2                                   | ▼ 6,6                                    | ▲ 3,2                                    | ▼ 2,9                                    | ▼ 2,5                                    | 39,1                                     | 417,1 миллиона           |
| II квартал | ▼ 34,2                                   | ▼ 20,1                                   | ▲ 9,0                                    | ▬ 2,7                                    | ▬ 3,4                                    | ▲ 3,4                                    | 27,2                                     | 325,6 миллиона           |
| I квартал | ▼ 35,0                                   | ▲ 20,6                                   | ▼ 8,6                                    | ▲ 2,7                                    | ▲ 3,4                                    | ▼ 3,1                                    | 26,6                                     | 314,6 миллиона           |
| 2009 год | 2009 год                                 | 2009 год                                 | 2009 год                                 | 2009 год                                 | 2009 год                                 | 2009 год                                 | 2009 год                                 | Итого за год 1,21 млрд.  |
| IV квартал | ▼ 36,4                                   | ▼ 19,5                                   | ▼ 10,1                                   | см. прочие                               | см. прочие                               | ▲ 4,5                                    | 29,5                                     | 345,9 миллиона           |
| III квартал | ▼ 36,7                                   | ▲ 19,6                                   | ▼ 10,3                                   | ▲ 2,3                                    | ▲ 2,8                                    | ▼ 4,3                                    | 24,0                                     | 308,9 миллиона           |
| II квартал | ▲ 36,8                                   | ▲ 19,3                                   | ▲ 10,7                                   | ▲ 1,9                                    | ▬ 2,7                                    | ▼ 4,7                                    | 23,9                                     | 286,1 миллиона           |
| I квартал | ▼ 36,2                                   | ▲ 19,1                                   | ▲ 9,9                                    | ▬ 1,5                                    | 2,7                                      | ▼ 5,4                                    | 25,2                                     | 269,1 миллиона           |
| 2008 год | 2008 год                                 | 2008 год                                 | 2008 год                                 | 2008 год                                 | 2008 год                                 | 2008 год                                 | 2008 год                                 | Итого за год: 1,22 млрд. |
| IV квартал | ▼ 37,7                                   | ▲ 18,3                                   | ▲ 8,9                                    | ▲ 1,5                                    | см. прочие                               | ▼ 7,5                                    | 26,1                                     | 314,7 миллиона           |
| III квартал | ▼ 38,2                                   | ▲ 17,1                                   | ▼ 7,8                                    | см. прочие                               | см. прочие                               | ▲ 8,1                                    | 28,8                                     | 308,5 миллиона           |
| II квартал | ▲ 39,5                                   | ▲ 15,2                                   | ▲ 8,8                                    | ▼ 0,3                                    | см. прочие                               | ▬ 7,5                                    | 28,7                                     | 304,7 миллиона           |
| I квартал | ▼ 39,1                                   | ▲ 14,4                                   | ▲ 8,0                                    | 0,6                                      | см. прочие                               | ▼ 7,5                                    | 30,4                                     | 294,2 миллиона           |
| 2007 год | 2007 год                                 | 2007 год                                 | 2007 год                                 | 2007 год                                 | 2007 год                                 | 2007 год                                 | 2007 год                                 | Итого за год 1,15 млрд.  |
| IV квартал | ▲ 40,4                                   | ▼ 13,4                                   | ▬ 7,1                                    | см. прочие                               | см. прочие                               | ▲ 9,0                                    | 30,1                                     | 330,0 миллиона           |
| III квартал | ▲ 38,1                                   | ▲ 14,5                                   | ▲ 7,1                                    | см. прочие                               | см. прочие                               | ▬ 8,8                                    | 31,5                                     | 288,9 миллиона           |
| II квартал | ▲ 36,9                                   | ▲ 13,4                                   | ▲ 6,8                                    | см. прочие                               | см. прочие                               | ▲ 8,8                                    | 34,1                                     | 270,8 миллиона           |
| I квартал | ▼ 35,7                                   | ▲ 12,5                                   | ▼ 6,2                                    | не выпускаются                           | см. прочие                               | ▼ 8,4                                    | 37,2                                     | 257,3 миллиона           |
| 2006 год | 2006 год                                 | 2006 год                                 | 2006 год                                 | 2006 год                                 | 2006 год                                 | 2006 год                                 | 2006 год                                 | Итого за год 0,99 млрд.  |
| IV квартал | ▲ 36,2                                   | ▼ 11,3                                   | ▲ 6,3                                    | не выпускаются                           | см. прочие                               | ▲ 9,0                                    | 37,2                                     | 284,2 миллиона           |
| III квартал | ▲ 35,1                                   | ▲ 12,2                                   | ▼ 6,0                                    | не выпускаются                           | см. прочие                               | ▲ 7,7                                    | 39,0                                     | 251,2 миллион            |
| II квартал | ▼ 33,6                                   | ▼ 11,1                                   | ▼ 6,3                                    | не выпускаются                           | см. прочие                               | ▲ 6,7                                    | 42,3                                     | 229,1 миллион            |
| I квартал | ▼ 34,0                                   | ▲ 12,5                                   | ▼ 6,5                                    | не выпускаются                           | см. прочие                               | ▼ 6,1                                    | 40,9                                     | 224,0 миллиона           |
| 2005 год | 2005 год                                 | 2005 год                                 | 2005 год                                 | 2005 год                                 | 2005 год                                 | 2005 год                                 | 2005 год                                 | Итого за год 0,81 млрд.  |
| IV квартал | ▲ 35,0                                   | ▼ 12,1                                   | ▲ 7,2                                    | не выпускаются                           | см. прочие                               | ▲ 6,9                                    | 38,8                                     | 235,1 миллиона           |
| III квартал | ▲ 32,5                                   | ▼ 12,5                                   | ▼ 5,5                                    | не выпускаются                           | см. прочие                               | ▲ 6,7                                    | 42,8                                     | 206,7 миллиона           |
| II квартал | ▲ 31,6                                   | ▼ 12,9                                   | ▲ 6,7                                    | не выпускаются                           | см. прочие                               | ▲ 6,1                                    | 42,7                                     | 193,6 миллиона           |
| I квартал | ▼ 30,4                                   | ▲ 13,5                                   | ▼ 6,3                                    | не выпускаются                           | см. прочие                               | ▼ 5,5                                    | 44,3                                     | 180,9 миллиона           |
| 2004 год | 2004 год                                 | 2004 год                                 | 2004 год                                 | 2004 год                                 | 2004 год                                 | 2004 год                                 | 2004 год                                 | Итого за год 0,67 млрд.  |
| IV квартал | ▲ 33,0                                   | ▼ 12,2                                   | 6,8                                      | не выпускаются                           | см. прочие                               | ▬ 6,3                                    | 41,7                                     | 195,3 миллиона           |
| III квартал | 30,2                                     | 13,4                                     | см. прочие                               | не выпускаются                           | см. прочие                               | 6,3                                      | 50,1                                     | 170 миллионов            |
| I квартал | 28,9                                     | 12,5                                     | см. прочие                               | не выпускаются                           | см. прочие                               | 5,6                                      | 53,0                                     |                          |
| Квартал года | Nokia                                    | Samsung                                  | LG                                       | Apple                                    | RIM                                      | Sony Ericsson                            | Прочие                                   | Продано аппаратов        |
| В столбике прочие находятся следующие компании: Acer Inc., Alcatel, Anycool, Asus, Audiowox, Benefon, BenQ, Bosch (закрыта в конце 90-х), CECT, Gigabyte, Gresso, HTC, Huawei, Fly, Fujitsu, Kyocera, Mitsubishi Electric, Motorola, NEC, Neonode, Panasonic, Palm, Matsushita, Pantech Curitel, Philips, Qualcomm, Sagem, Sanyo, Sharp, Siemens (закрыта в III квартале 2005), Sendo, Sierra Wireless, SK Teletech, Toshiba, ZTE. |                                          |                                          |                                          |                                          |                                          |                                          |                                          |                          |

## Вопросы безопасности

### Влияние на здоровье
В настоящее время в мировой научной литературе опубликовано огромное число исследований по теме влияния излучения беспроводных приборов на здоровье. Среди них самое масштабное международное эпидемиологическое исследование INTERPHONE (в 2002—2011) под эгидой Всемирной организации здравоохранения, которое должно было показать, может ли глобальное использование приборов беспроводной связи приводить к развитию различных видов малигнизации (развитию онкологических болезней). Итогом этого исследования стал вывод, что продолжительное использование (например, разговор по сотовому телефону по 30 минут в день в течение 7-10 лет) может приводить к значительному повышению риска малигнизации. Согласно решению Всемирной Организации Здравоохранения и Международного агентства по изучению рака от 31 мая 2011 года излучение сотовых телефонов было классифицировано как «возможно канцерогенный для человека» фактор, в одной группе с хлороформом, охратоксином А и т. д.
Нагрев, связанный с работой радиопередатчика, намного меньше, чем, например, нагрев на солнце. В 2005 году китайские исследователи пришли к выводу, что излучение мобильного телефона приводит к повреждению ДНК. В некоторых странах существуют нормы, ограничивающие использование аппаратов, имеющих слишком высокий уровень излучения (см. Удельный коэффициент поглощения электромагнитной энергии — SAR).
В 2007 году шведские учёные сделали вывод по результатам обработки 11 исследований, что при использовании сотового телефона в течение 10 лет вероятность возникновения опухоли слухового нерва увеличивается в два раза. При этом отмечается, что дети подвержены этому риску больше, так как имеют более тонкие костные ткани, чем взрослые. Но руководитель исследования Кьелл Мильд (Kjell Mild) заявил, что ещё рано делать окончательные выводы о вреде радиоволн для человека и необходимы более длительные исследования.
Центр радиационной и ядерной безопасности Финляндии выпустил отчёт, согласно которому родителям настоятельно рекомендуется ограничить общение детей по мобильным телефонам. Разговоры рекомендуется вести с помощью гарнитуры или заменять общением по SMS.
В одном исследовании отмечено увеличение уровней транстиретина в крови у лиц, получавших излучение, аналогичное получасовому разговору по сотовому телефону.
Разработана и ограниченно выпускается одежда, карманы которой выполнены с использованием специальной ткани, экранирующей радиоизлучение.

### Во время вождения
Разговор по телефону во время вождения автомобиля приводит к повышенному риску ДТП. Во многих странах запрещено разговаривать по мобильному телефону во время вождения. Инструкции к мобильным телефонам рекомендуют разговаривать по гарнитуре или через комплект громкоговорящей связи или съехать на обочину и только тогда ответить на звонок. Но даже с этими устройствами водитель всё равно отвлекается, и риск попасть в аварию повышается вчетверо (по сравнению с теми, кто не говорит по телефону).

### Возгорание аккумуляторов
Поскольку размеры мобильных телефонов постоянно уменьшаются, а потребляемая мощность повышается, повышается и ёмкость аккумуляторов. Из массовых видов аккумуляторов наибольшую ёмкость (на единицу массы и объёма) имеют литий-ионные (и, в частности, литий-полимерные) аккумуляторы; однако они же являются и наиболее пожаро- и взрывоопасными при нарушении условий эксплуатации или неисправностях. Случаи воспламенения или даже взрыва аккумуляторов редки, но продолжают происходить.

### Радиопомехи
Излучение мобильного телефона может привести к нарушению работы сложного медицинского оборудования, поэтому не стоит пользоваться мобильными телефонами в больницах. Также людям, которые используют кардиостимуляторы, производители рекомендуют носить телефон со стороны, противоположной кардиостимулятору (например, если он вшит слева, телефон надо держать на правой стороне).
Людям, использующим слуховые аппараты, следует испытать телефон, прежде чем покупать его, так как некоторые модели телефонов создают помехи для слуховых аппаратов, и абонент слышит посторонние шумы (писк, жужжание и т. д.). Подобный эффект наблюдается при работе сотовых телефонов вблизи звукоусиливающей аппаратуры.

### Синдром фантомных вибраций
Состояние, сопровождаемое беспокойством, при котором человек полагает, что его мобильный телефон звонит или издаёт вибрации, хотя на самом деле этого не происходит. Люди могут услышать фантомные «звонки» во время принятия душа, просмотра телевизора или использования фена. Человеческое ухо особенно чувствительно к звукам с частотой в диапазоне 1000-6000 герц, на котором, например, звучит детский плач и заодно многие из мобильных рингтонов.
Ощущение фантомных вибраций связано с использованием на протяжении определённого времени мобильного телефона, поставленного на режим вибрации. Кора головного мозга начинает неправильно интерпретировать сенсорные ощущения от микроспазмов мышц, трения одежды о тело, которые по сути являются галлюцинациями.
Пути лечения фантомных вибраций или звонков ещё не были глубоко исследованы. Один из способов избавиться от фантомных вибраций — перестать носить телефон в кармане и переложить его в сумку, в карман куртки или в другое место. Другой способ — полностью переставать использовать все технологии на 10 мин каждые несколько часов, заменяя их на прогулку, чтение книг, живые разговоры.

### Кража
По данным Федеральной комиссии по связи, каждое третье ограбление связано с кражей сотового телефона. Данные полиции Сан-Франциско показывают, что половина всех ограблений в 2012 году были кражами сотовых телефонов. Онлайн-петиция на Change.org под названием «Защитите наши смартфоны» призвала производителей смартфонов устанавливать на свои устройства аварийные выключатели, чтобы сделать их непригодными для использования в случае кражи. Петиция является частью совместных усилий генерального прокурора Нью-Йорка Эрика Шнайдермана и окружного прокурора Сан-Франциско Джорджа Гаскона и была направлена генеральным директорам основных производителей смартфонов и операторов связи. 10 июня 2013 года Apple объявила, что установит «аварийный выключатель» в своей следующей операционной системе iPhone, которая должна дебютировать в октябре 2013 года.
Все мобильные телефоны имеют уникальный идентификатор IMEI. Любой желающий может сообщить о своем телефоне как потерянном или украденном у своего оператора связи, а IMEI будет занесен в черный список в центральном реестре. Операторы связи, в зависимости от местного законодательства, могут или должны блокировать телефоны, занесенные в черный список, в своей сети. Однако есть несколько способов обойти черный список. Один из способов - отправить телефон в страну, где операторы связи не обязаны вносить в черный список и продавать его там, другой предполагает изменение номера IMEI телефона. Даже в этом случае мобильные телефоны обычно имеют меньшую стоимость на вторичном рынке, если исходный IMEI телефона находится в черном списке.

## Программное обеспечение
Компьютерные программы для работы с мобильным телефоном:
- BlackBerry Desktop Software
- HTC Sync и HTC Sync Manager
- Mobile Phone Manager (Siemens)
- Nokia PC Suite
- Samsung Kies
- Sony Ericsson PC Suite
- Sony PC Companion
- iTunes
- Zune

## В искусстве и культуре
- В фильме Чарли Чаплина «Цирк» в кадр попала женщина, своими манерами поведения напоминающая сотового абонента. Однако, дата выхода фильма — 1928 год. На самом деле в руке она держит одну из первых моделей электрического слухового аппарата.
- Star Trek (1966—1969) — герои сериала общались друг с другом при помощи коммуникаторов. Идея создания мобильного телефона возникла у доктора Мартина Купера именно во время просмотра этого телесериала[44].
- Мобильный телефон (мобила) стал неотъемлемым атрибутом так называемого нового русского в начале-середине 90-х годов.
- В 2003 году вышел саундтрек Сергея Шнурова «Мобильник» к фильму «Бумер».
- В 2004 году вышел фильм режиссёра Дэвида Р. Эллиса «Сотовый».
- В 2006 году вышел фильм режиссёра Оксаны Бычковой «Питер FM», сюжет которого стоится вокруг потери мобильного телефона главной героиней.
- В 2006 году вышел роман «Мобильник» известного американского писателя Стивена Кинга.
- В 2007 на экраны вышел фильм режиссёра Джеймса Хута «Чёртов мобильник».
- В 2010 году вышел видеоклип на песню «Telephone» в исполнении Леди Гаги и Бейонсе.